# أجاثا كريستي: شر تحت أشعة الشمس
أجاثا كريستي: شر تحت أشعة الشمس (بالإنجليزية: Agatha Christie: Evil Under the Sun)‏ هي لعبة فيديو صدرت لأجهزة الكمبيوتر الشخصية ولنينتندو وي، وهي الدفعة الثالثة من سلسلة ألعاب أجاثا كريستي، والتي أنتجتها AWE، استنادًا إلى رواية أجاثا كريستي شر تحت أشعة الشمس. أُصدِرت اللعبة في أكتوبر 2007.
تتميز هذه اللعبة بهيركيول بوارو، خلافًا للعبة السابقة في هذه السلسلة، والتي ظهر بوارو كشخصية غير قابل للعب. وتضم هذه اللعبة أيضًا العديد من التحسينات وعناصر اللعب الموسعة، مع النظام الجديد المخزون، وخيارات الحوار، وبيئات أكثر.
مخطط اللعبة هو أن بوارو يحقق في مقتل ممثلة على جزيرة، واللعب مقسم إلى قسمين: وقت القصة والذي يكشف فيه بوارو أسرار الجزيرة والوقت الحقيقي، في مكتب بوارو في لندن والذي يتم اللعب فيه بالكابتن هستنغز، ويقوم بطلب تلميحات، واستعراض المعلومات والتشاور. يتم تنفيذ صوت بوارو من قبل الممثل كيفين ديلاني